# Ludwig Rose
Karl Ludwig Johann Rose (* 28. April 1819 in Grabow; † 15. November 1886 in Döhlau, Kreis Osterode) war Rittergutsbesitzer und Mitglied des Deutschen Reichstags.

## Leben
Ludwig Rose entstammte einem alten Geschlecht von Brennern und Brauern in der westmecklenburgischen Kleinstadt Grabow. Er wurde als jüngstes oder eines der jüngsten Kinder des Brauers, Brenners und Gastwirts Christian Rose (* 1771) und dessen Frau Dorothea Margaretha, geb. Brügges  (* 1781), geboren. Zum Zeitpunkt seiner Geburt hatte Rose neun ältere Geschwister. Ein älterer Bruder, Christian Rose (1803–1877), war später Mitglied der mecklenburgischen konstituierenden Abgeordnetenversammlung von 1848/49.
Rose besuchte das Friedrich-Franz-Gymnasium (Parchim), verließ es aber wohl ohne Abitur. Am 5. Januar 1842 schrieb er sich im Alter von 22 Jahren an der Akademie der Bildenden Künste München für das Fach Baukunst ein. Er wohnte längere Zeit in Schwerin. Ab 1860 war er Landwirt in Ostpreußen, wo er Güter in Döhlau im Kreis Osterode kaufte und auch im Kreistag saß.
Zwischen April 1883, als er am 6. April 1883 in einer Ersatzwahl wegen des Ausscheidens von Leo Becker das Mandat errang, und seinem Tode war er Mitglied des Deutschen Reichstages für den Reichstagswahlkreis Regierungsbezirk Königsberg 8 und die Deutschkonservative Partei.